# Källaren Aurora

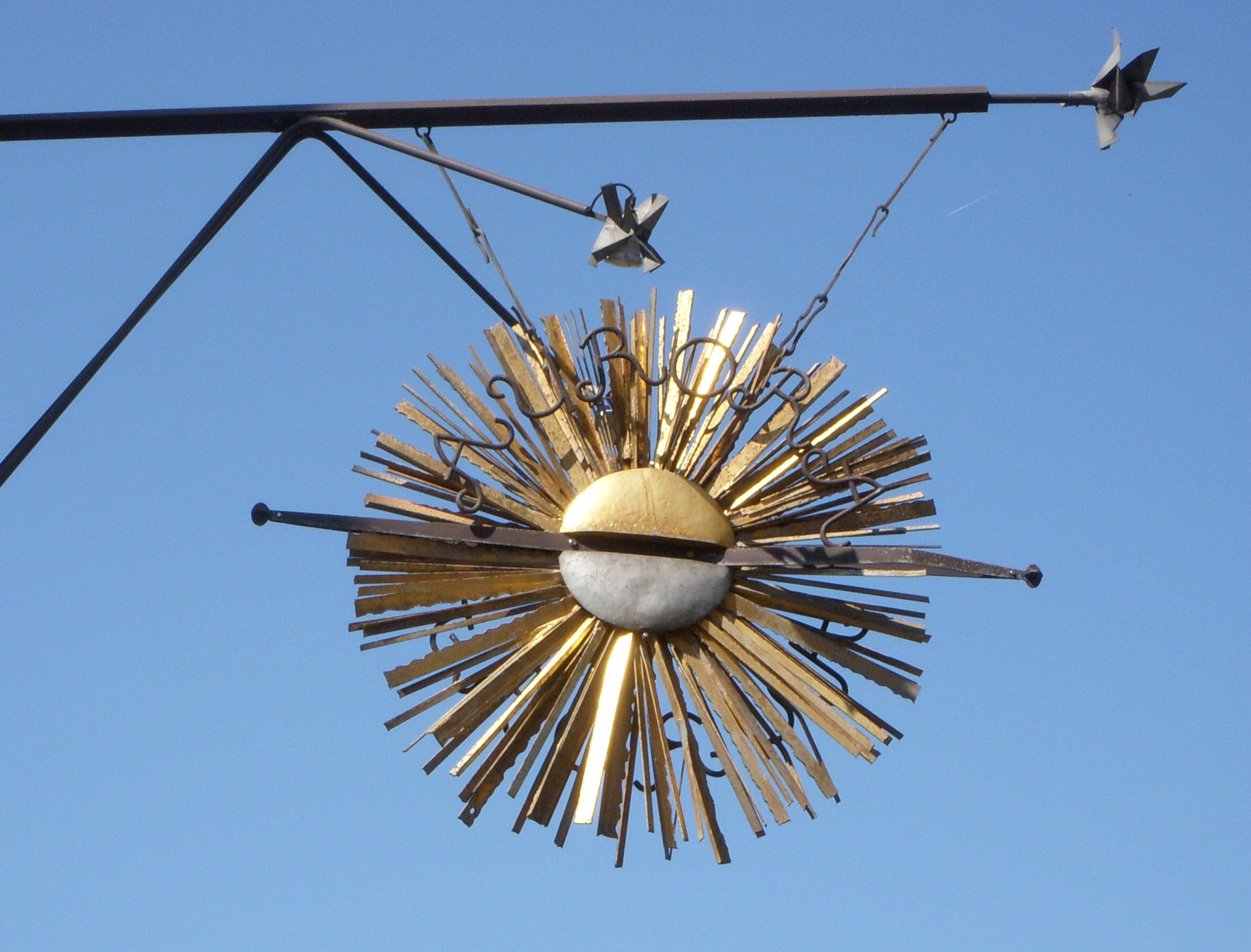
Auroras flaggskylt 2010.

Källaren Aurora var en restaurang vid Munkbron 11 i Gamla stan, Stockholm. Stället öppnade 1965 och lades ner år 2009.

## Historik

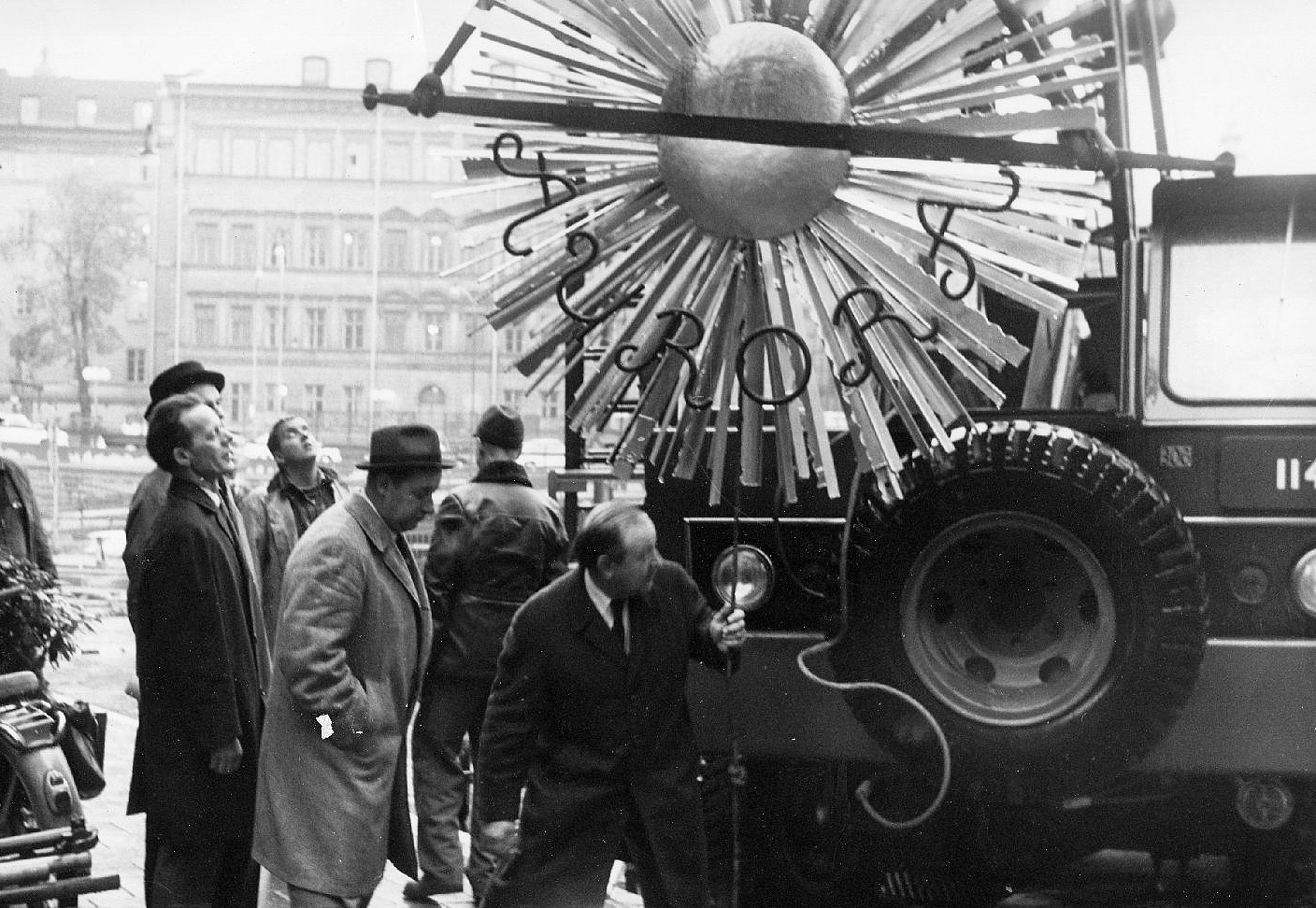
Källaren Auroras skylt, formgiven av Olle Nyman, monteras 1966.

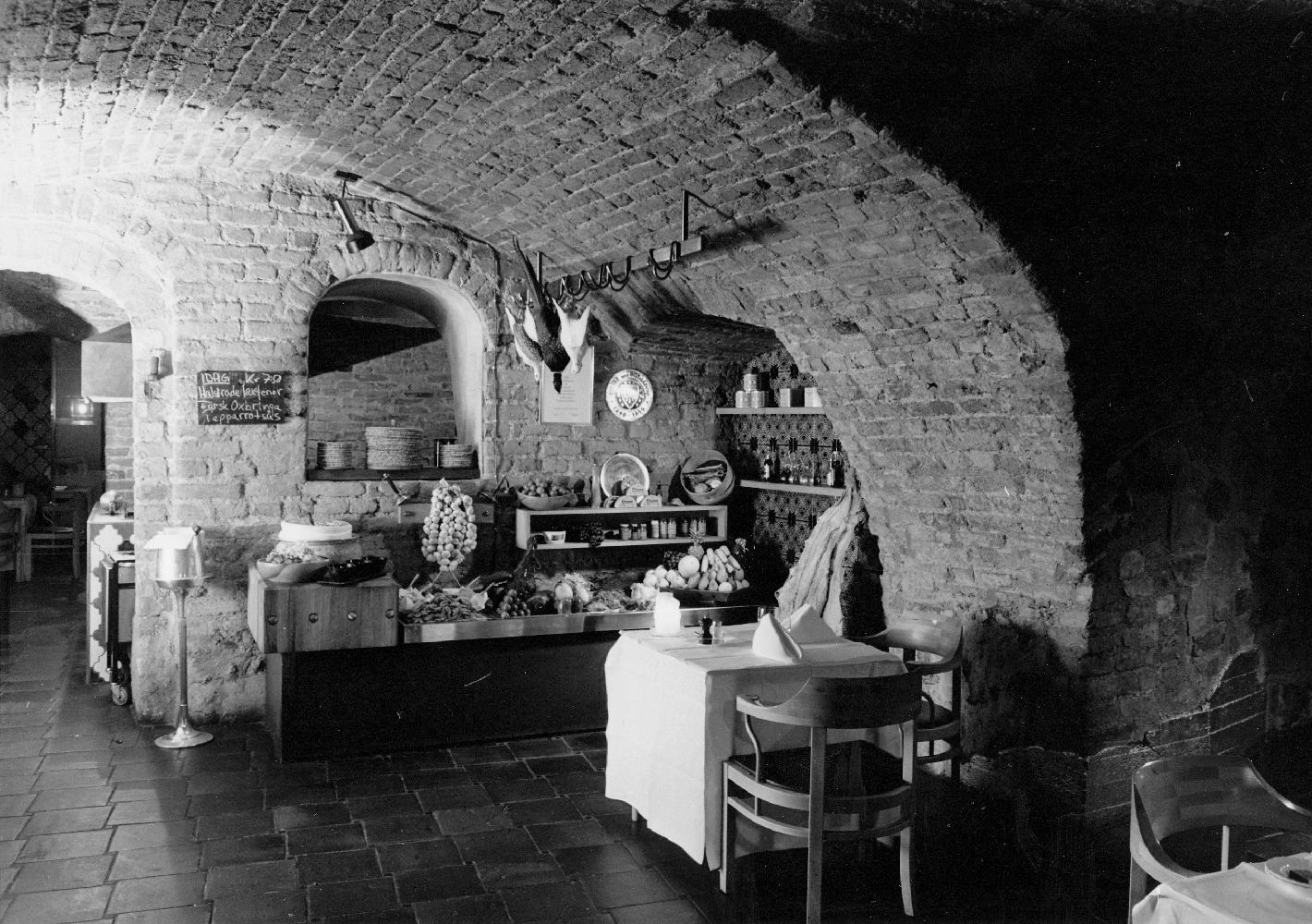
Auroras källare, 1960-talet.

Källaren Aurora låg i Petersenska husets botten- och källarvåning. Namnet Aurora inspirerades av kvarteret med samma namn där Petersenska huset är beläget. Redan på 1750-talet fanns här en krog och enligt August Strindberg ska Lilla Sällskapet intagit sina middagar i huset där man även hade sina lokaler på 1830-talet. På 1920-talet hade ”Källaren Iduna” sina lokaler Petersenska husets norra del med entré från Lilla Nygatan 4. På 1950-talet låg restaurangen ”Röda stugan” i delar av bottenvåningen med ingång från Munkbron 15. Röda stugan drevs av Stockholms Allmänna Restaurang AB (SARA).
Aurora som restaurang och källarkrog skapades 1965 i samband med en större ombyggnad av Petersenska huset. Byggherre var Sara-bolaget och initiativtagare dess chef Folke Hildestrand som anlitade AOS Arkitekters Torbjörn Olsson att ansvara för ombyggnaden. Invigningen skedde den 1 november 1965. Man beträdde lokalen via den högra av de båda praktportarna mot Munkbron. På bottenvåningen låg förutom köket även skänkrummet där besökaren kunde ta sig en drink eller öl och en snabbrätt, exempelvis "Tre tunnor sill". 
Matsalen låg i husets historiska källarvalv, som före ombyggnaden nyttjades som förråd. Här fanns olika avdelningar som ”Gustafvas källare”, ”Kadettkurran” och ”Patron Hermans vinkällare”. Nyupplagan av Lilla Sällskapet, som bildades 1966, hade här sina gastronomiska sammanträden sista måndagen varje månad (utom semestermånaden). Inredningen var stilren och enkel och passande till husets ålder. Gäster som beställde samma mat som Gustav II Adolf åt den 9 februari 1623 fick äta med 1600-talsbestick. Förebild var matmamsellen Gustafva Björklund som i samma hus drev sin tids Lilla Sällskapet på 1850-talet.

## Efter Aurora
År 2009 stängde Källaren Aurora och Monks Porter House flyttade in. Den vackra Aurora-skylten på hörnet som skapades 1965 av konstnären Olle Nyman, byttes mot Monks skylt. Ny ägare blev Panogruppen AB som innehar pubkedjan Monks med flera restauranger i Stockholm. I november 2017 förlorade Panogruppen sitt utskänkningstillstånd ”på grund av många allvarliga överträdelser av alkohollagen”. Därmed upphörde Monks på Munkbron. 2018 fanns planer på att öppna ett brasseri med mikrobryggeri för öl i Auroras gamla lokaler. I september 2019 stod lokalen fortfarande oanvänd.